# Ewloe
Ewloe (in gallese: Ewlo) è una località di circa 5.000 abitanti del Galles nord-orientale, facente parte della contea del Flintshire (contea cerimoniale: Clwyd)  e situata al confine con l'Inghilterra.

## Geografia fisica
Ewloe si trova nella parte orientale della contea del Flintshire, ad ovest del corso del fiume Dee e a sud del Wepre Park, ed situata tra le località di Queensferry e Buckley (rispettivamente a sud-ovest della prima e a nord-est della seconda) e a nord di Hawarden.

## Monumenti e luoghi d'interesse

### Castello di Ewloe
Principale edificio d'interesse di Ewloe è il castello, un edificio in rovina risalente alla metà del XIII secolo e costruito forse da Llywelyn ap Gruffudd.
|  |

## Società

### Evoluzione demografica
Al censimento del 2001, la community di Ewloe contava una popolazione pari a 4.862 abitanti, di cui 2.472 erano donne e 2.390 erano uomini.